# Wijnbouw in het Verenigd Koninkrijk

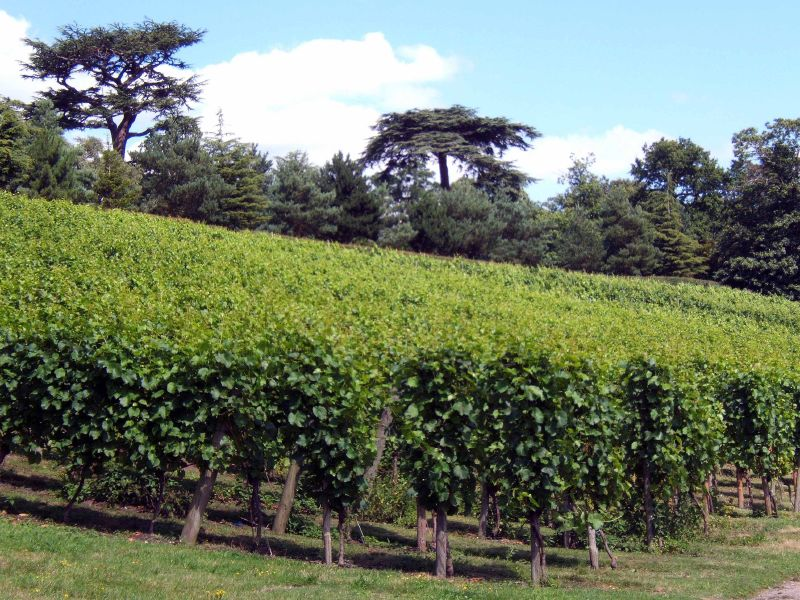
De wijngaard van Painshill Park

Wijnbouw in het Verenigd Koninkrijk wordt al sinds de Romeinse tijd uitgeoefend. Omdat de wijngaarden in Engeland en Wales liggen spreekt men ook weleens over Engelse wijn respectievelijk Welse wijn.
De term Britse wijn duidt op vergist druivensap en concentraat dat ook uit andere delen van de wereld kan komen en wordt daarom voor de wijn uit eigenland niet gebruikt. Er kan ook wijn mee bedoeld worden die van origine voor de Britse markt ontwikkeld is, mede veroorzaakt door het politieke besluit middels het Verdrag van Methuen. Hierbij kan men denken aan bijvoorbeeld de zoetere versterkte wijnen Sherry, Port, Madeira en later ook de Marsala.
Engelse wijn op zijn Engels uitgesproken is English wine. Dit is in India een algemene aanduiding voor westerse spiritualiën.

## Geschiedenis
Vanaf de Romeinse tijd heeft de wijnbouw hier wisselende perioden van succes gekend. Nabij het dorpje Wollaston in Northamptonshire is onlangs een 10 hectare grote Romeinse wijngaard uit de 2e-3e eeuw opgegraven.
Al in de 8e eeuw wordt er melding gemaakt van gecultiveerde wijnbouw. Net als in veel andere wijnlanden waren het de kloosters die zich hier, voornamelijk voor hun miswijn, mee bezighielden. Rond de 9e eeuw waren er al honderden wijngaarden. In het jaar 1086 was het zogenaamde Domesday Book klaar. Hierin zijn ook aangaande de wijnbouw belangrijke historische aantekeningen gemaakt. Alfred de Grote heeft tijdens zijn koningschap nog maatregelen genomen ter bescherming van de wijnbouw. Door de concurrentie met Franse wijnen -na het huwelijk tussen Hendrik II en Eleonora van Aquitanië in 1152- stortte deze tak van agricultuur ineen. De concurrentie uit de Bordeauxstreek bleek te sterk.
In de middeleeuwen was het land vanwege de verbintenis door het huis Plantagenet onder invloed van Frankrijk en daardoor de Franse wijn, hetgeen de eigen Britse wijnbouw ook geen goed deed.
Na de reformatie in 15e -16e eeuw was er geen klooster meer over en daarmee de wijnbouw nagenoeg verdwenen. De Britten bleven wel belangrijke afnemers van Franse, met name Bordeaux-wijnen.
Het duurde tot na de Tweede Wereldoorlog voordat er weer op grotere schaal wijn verbouwd  werd. Het was Ray Barrington Brock in Oxted (Surrey) die de eerste schreden voor nieuwe wijnbouw durfde te zetten. Vanaf 1951 was het Sir Guy Sailsbury-Jones die het nabij Brighton echt commercieel aanpakte. Dit gebeurde nabij het plaatsje Hambledon in Hampshire. Hij deed dit door goed te kijken naar Franse wijnbouwers in de Champagne en gebruik te maken van de daar bekende druivenrassen. De bodem in de Champagne bestaat voornamelijk uit kalksteen. In het graafschap Sussex, krijt…! De bekende wijngaard "Nyetimber" aldaar, reeds genoemd in het Domesday-book, is aan het einde van de jaren 80 vorige eeuw opnieuw leven ingeblazen.

## Moderne wijnbouw
Van oudsher wordt er veel wijn geïmporteerd uit andere Europese landen. Vooral de al genoemde Bordeaux uit Frankrijk, Port uit Portugal en Sherry uit Spanje. Vanaf de jaren 70 van de 20e eeuw zijn ook Italië en Duitsland in trek.
Het karakter van de eerste moderne wijnen uit dit land waren dan ook op de smaak van -type Liebfraumilch- geënt. De kwaliteit moest nog een lange ontwikkeling doorlopen.
Al in 1992 konden 140 wijnmakerijen in aanmerking komen voor de classificatie "Quality Wines" welke beheerd wordt door de "English Vineyards Association". In de 21e eeuw ligt de algemene kwaliteit op Europees niveau. Op wijnconcoursen worden prijzen gewonnen.
Tegen 1990 was er in totaal zo’n 500 ha aan wijngaarden aangelegd. Dit was in 2009 ruim 1200 ha, verdeeld over 381 wijngaarden en 109 bedrijven met een gemiddelde jaaropbrengst van bijna 1,7 miljoen hectoliter . De meeste wijngaarden liggen versnipperd in de zuidelijke graafschappen.
De oppervlakte van individuele wijngaarden kunnen variëren van een enkele are tot een vierkante kilometer.
De anno 2022 bekende wijngaarden zijn,

### Engeland
Graafschap
Wijngaard
- Berkshire

Stanlake Park
- Buckinghamshire

Cave Vineyards
- Cambridgeshire

Chilford Hall Vineyard
- Cornwall

Camel Valley Vineyards
- Devon

Oakford Vineyard (Exmoor)
Sharpham
Yearlstone
- Dorset

Purbeck Vineyard
Sherborne Castle Estates Vineyard
- Essex

Carter's Vineyards
New Hall Vineyards
Sandyford
- Gloucestershire

Three Choirs Vineyards
- Hampshire

Embley Wine
Titchfield Vineyard
Wooldings Vineyard
- Herefordshire

Beeches Vineyard
Frome Valley Vineyard
- Hertfordshire

Hazel End Vineyard
- Isle of Wight

Rosemary Vineyard
- Kent

Lamberhurst Vineyard
Tenterden Vineyard
- Leicestershire

Chevelswarde Vineyard
Weland Valley
- Oxfordshire

Pheasants Ridge
- Somerset

Dunkery Vineyard (Exmoor)
- Suffolk

Bruisyard
Shawsgate
- Surrey

Denbies Wine Estate
Godstone Vineyards
- Sussex - East

Battle Wine Estate
Carr Taylor Vineyards
Davenport Vineyard
Neill's Vineyard
Plumpton College Vineyard
Ridgeview Wine Estate
Sedlescombe Organic Vineyard
- Sussex - West

Bookers Vineyard
- Wiltshire

Beckett's Vineyard
Wylye Valley Vineyard
- Worcestershire

Tiltridge Vineyard, Upton upon Severn

### Wales
Graafschap
Wijngaard
- Monmouthshire

Sugarloaf Vineyard
- Pembrokeshire

Cwm Deri Vineyard
- North Wales

Worthenbury Vineyard
De druivenstok kan goed gedijen in het in zuidelijke klimaat van het Verenigd Koninkrijk. Ondanks het lage aantal zonne-uren. Warmte, vocht en afwatering zijn gunstig. Vanwege het veranderende klimaat zal deze ontwikkeling voor de wijnbouw op zich niet ongunstig kunnen blijken. Traditioneel groeien er nog wel voornamelijk witte vroeg rijpende rassen. Door de EU zijn goedgekeurd,
- Seyval blanc
- Müller-Thurgau (Rivaner)
- Huxelrebe
- Madeleine Angevine 7672
- Reichensteiner
- Schonburger

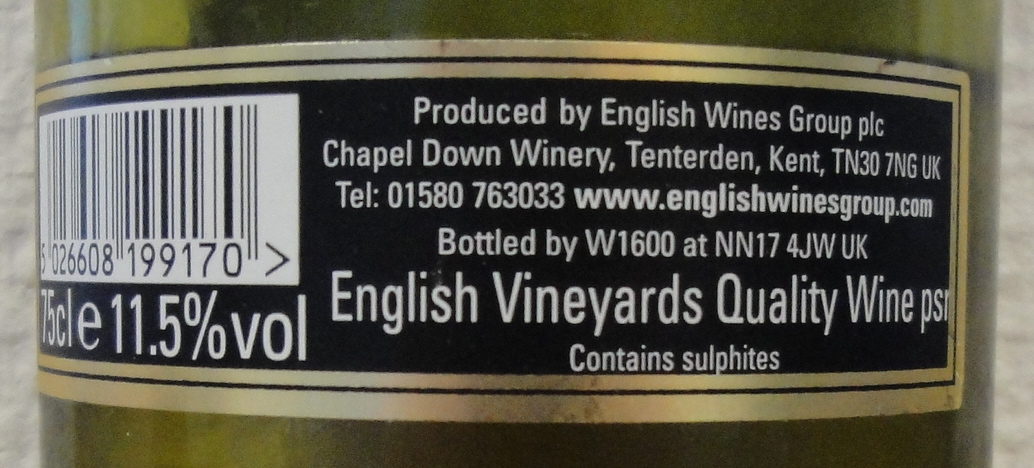
Het rugetiket van een Engelse kwaliteitswijn

Hiernaast worden ook andere nog niet geautoriseerde rassen aangeplant. 90% Zijn witte druiven. Van het totale areaal wordt een derde aangemerkt als kwaliteitswijngaard.
Men maakt in Engeland zowel witte-, rode-, rosé- als mousserende wijn. Met name mousserende wijn doet het op de wereldmarkt erg goed. Heel voorzichtig is men al bezig met speciale variaties zoals versterkte- en door edele rotting verkregen wijn.